# Amber (kleur)
Amber is een oranje-gele kleur die haar naam te danken heeft aan de kleur van barnsteen. Barnsteen heet in het Engels amber. De naam wordt onder meer gebruikt voor biersoorten die amberkleurig zijn.
De middelste lamp van een verkeerslicht heet officieel geel, in de volksmond oranje en in het Engels amber. Het laatste komt men ook vaak tegen in vertalingen uit het Engels.
primaire kleur · secundaire kleur · tertiaire kleur · complementaire kleur · kleurencirkel · partitieve kleurmenging · kleurcontrast · kleurtemperatuur

kleurcodering · kleurruimte · CIELAB · CMYK · HSL/HLS · HSV/HSB · HTML-kleuren · NCS · Pantone PMS · RAL · RGB · YIQ · YUV · YPbPr